# Wendlandia
Wendlandia  es un género con 170 especies de plantas con flores perteneciente a la familia de las rubiáceas. 
Es nativo de los trópicos de África, Asia y Australia.

## Especies seleccionadas
- Wendlandia aberrans F.C.How (1948).
- Wendlandia acuminata Cowan (1938).
- Wendlandia amocana Cowan (1932).
- Wendlandia andamanica Cowan (1932).
- Wendlandia angustifolia Wight ex Hook.f. (1880).